# Hugo Esquivel
Enrique Hugo Esquivel Da Silva (Montevideo; 25 de julio de 1951) es un exfutbolista uruguayo que jugaba como defensa.

## Clubes
| Club              | País        | Año       |
| ----------------- | ----------- | --------- |
| Nacional          | Uruguay     | 1970-1973 |
| Racing (cesión)   | Argentina   | 1972      |
| Toluca (cesión)   | México      | 1971      |
| Toluca            | México      | 1973-1977 |
| Tampico           | México      | 1977-1980 |
| Atlético Potosino | México      | 1980-1983 |
| Monterrey         | México      | 1983-1985 |
| Acajutla          | El Salvador | 1986      |
| Sonsonate         | El Salvador | 1986      |

## Palmarés

### Títulos nacionales
| Título           | Equipo   | País    | Año     |
| ---------------- | -------- | ------- | ------- |
| Primera División | Nacional | Uruguay | 1970    |
| Primera División | Nacional | Uruguay | 1971    |
| Primera División | Nacional | Uruguay | 1972    |
| Primera División | Toluca   | México  | 1974-75 |